# Введенское (Ярославская область)
Введенское — село в Некрасовском районе Ярославской области России. 
В рамках организации местного самоуправления входит в Некрасовское сельское поселение, в рамках административно-территориального устройства относится к Климовскому сельскому округу.

## География
Расположено на правом берегу Волги в 18 км на юго-запад от райцентра посёлка Некрасовское. 

## История
Каменная церковь в селе построена в 1778 году на средства прихожан. Престолов было два: Во имя Введения во Храм Пресвятой Богородицы и во имя Святого Архистратига Михаила.
В конце XIX — начале XX века село  входило в состав Красносельской волости Ярославского уезда Ярославской губернии. 
С 1929 года село входило в состав Малосольского сельсовета Заволжского района, с 1932 года — в составе Большесольского (Некрасовского) района, с 1954 года — в составе Климовского сельсовета, с 2005 года — в составе Некрасовского сельского поселения.

## Население
| 1859 | 1914 | 2007 | 2010 |
| ---- | ---- | ---- | ---- |
| 25   | ↗66  | ↘17  | ↗20  |

## Достопримечательности
В селе расположена действующая Церковь Введения во храм Пресвятой Богородицы (1778).